# Telipogon
Telipogon là một chi phong lan trong họ Orchidaceae.

## Hình ảnh

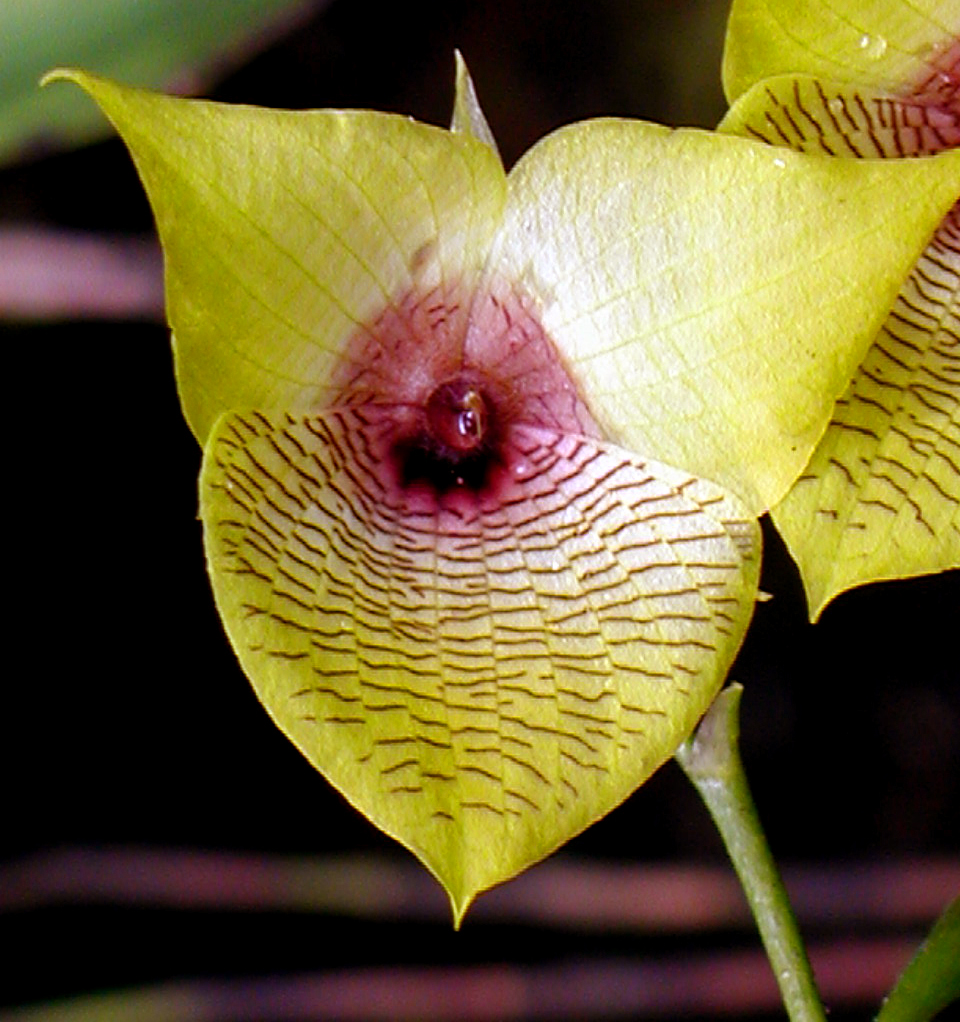
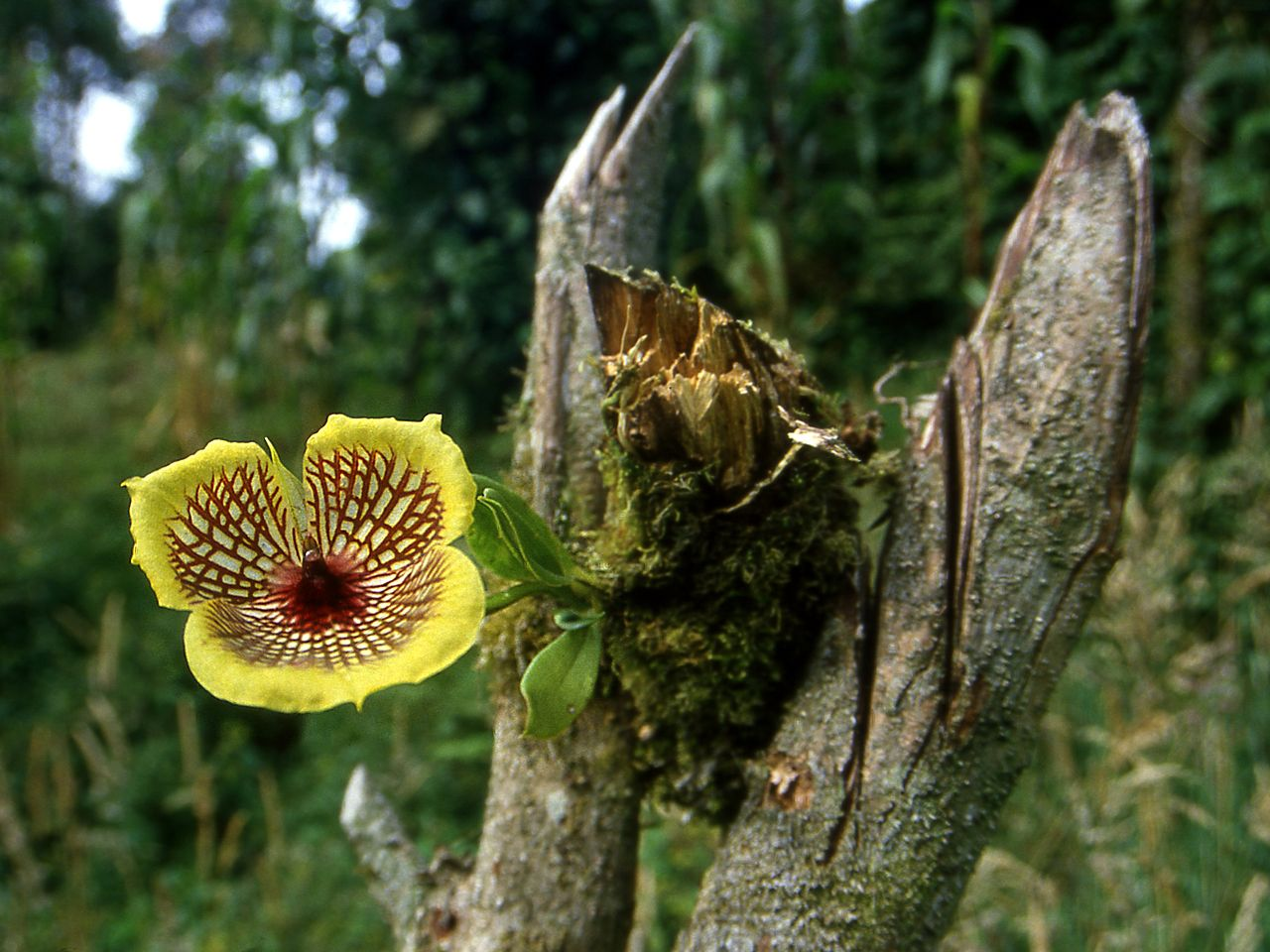
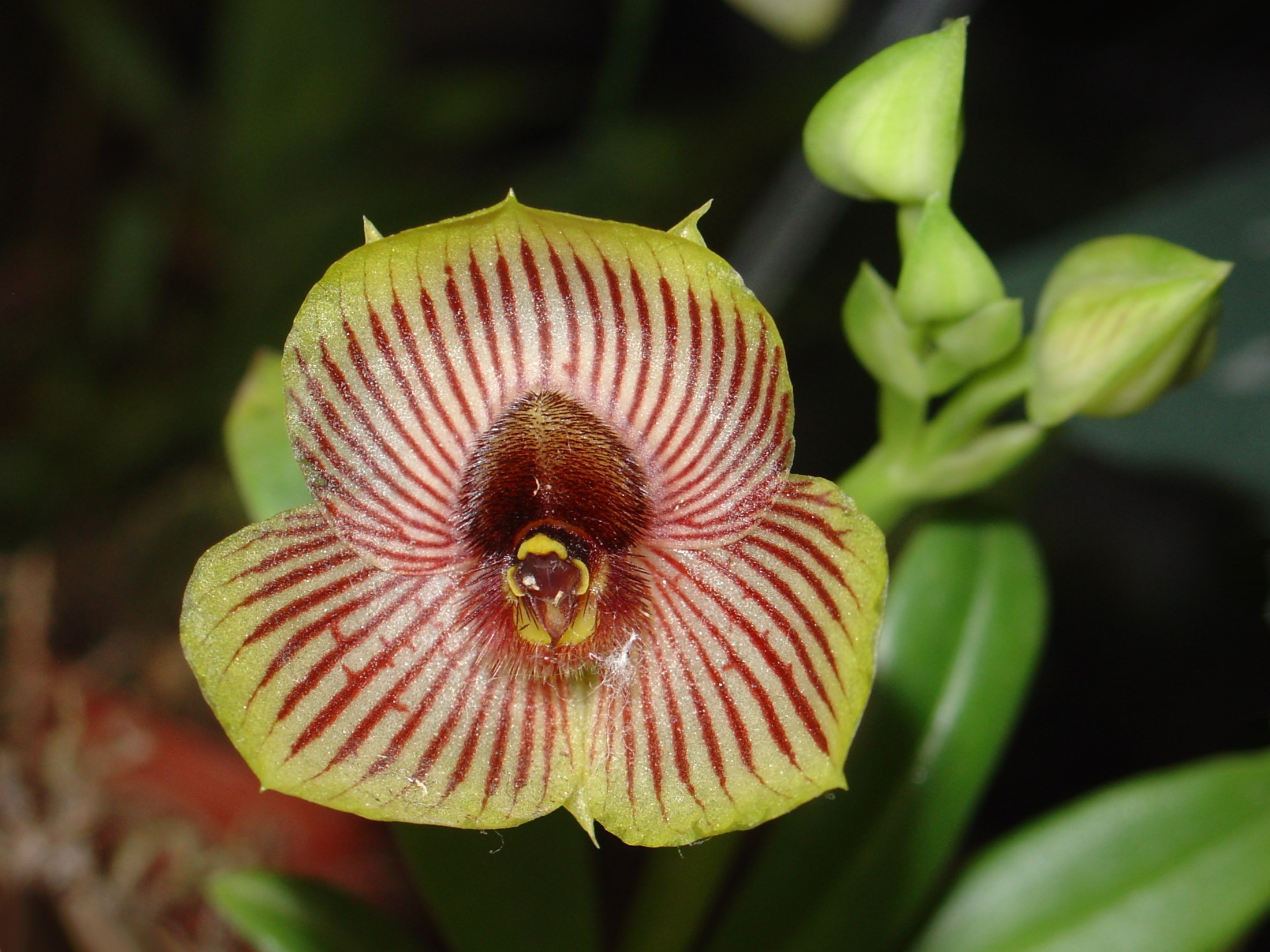